# شایلا جنینگز
شایلا جنینگز (انگلیسی: Shyla Jennings؛ زادهٔ ۱۶ ژوئن ۱۹۸۹) یک بازیگر پورنوگرافی اهل آلمان است. او فعالیتش در صنعت فیلم‌های بزرگسالان را از ۱۸ سالگی آغاز کرد. جنینگز علاوه بر هنرپیشگی، نویسندهٔ سناریوی فیلم‌های بزرگسالان هم هست و نقش‌آفرینی‌اش در این فیلم‌ها به ژانر همجنس‌گرایی زنانه محدود می‌شود. او در سال ۲۰۱۴ نامزد دریافت جایزهٔ اِی‌وی‌اِن در سه رشته بود که در نهایت جایزهٔ «بهترین بازیگر لزبین سال» را از آن خود کرد. در سال ۲۰۱۶ جنینگز برای دومین بار جایزهٔ اِی‌وی‌اِن در همان رشته را دریافت کرد.
جنینگز مُدل برگزیدهٔ ماه آوریل ۲۰۱۸ مجلهٔ پنت هاوس بوده‌است. او در سال ۲۰۱۹ به‌عنوان «محبوبهٔ ماه» سپتامبر مجلهٔ هاسلر معرفی شد و علاوه بر روی جلد، ۱۲ صفحهٔ داخلی آن شماره به او اختصاص داشت. در اکتبر همان سال، مجلهٔ کاسموپولیتن در گزینش «داغ‌ترین فیلم‌های پورن لزبینی همهٔ زمان‌ها» ۸ فیلم را معرفی کرد که فیلم بوتیک با نقش‌آفرینی شایلا جنینگز و چارلی نینجا یکی از آن‌ها بود. در اپیزود دوم بوتیک، آن‌دو برای امتحان لباس زیر با هم به اتاق پروف می‌روند و در نهایت اختیار از کف می‌دهند.
در سال ۲۰۱۱ پس از آن‌که چارلی شین به خاطر روابط خارج از عرف با زنان متعدد در مرکز توجه رسانه‌های تبلوید قرار گرفت، نام جنینگز به‌عنوان یکی از ستاره‌های پورن که با شین رابطه داشته‌اند مطرح شد.

## جوایز
- ۲۰۱۴ - برندهٔ جایزهٔ اِی‌وی‌اِن در رشتهٔ بهترین بازیگر لزبین سال (بهترین بازیگر ویدئوی تمام دخترانهٔ سال)[۱۱]
- ۲۰۱۶ - برندهٔ جایزهٔ اِی‌وی‌اِن در رشتهٔ بهترین بازیگر لزبین سال[۵]
- ۲۰۱۷ - برندهٔ جایزه ایکس‌آرسی‌او در رشتهٔ بهترین بازیگر لزبین سال[۱۲]